# آنتون لسر
آنتون لسر (انگلیسی: Anton Lesser؛ زادهٔ ۱۴ فوریهٔ ۱۹۵۲) بازیگر اهل بریتانیا است.
از فیلم‌ها یا برنامه‌های تلویزیونی که وی در آن نقش داشته است، می‌توان به جاسوسان ورشو، خطاهای نرم‌افزاری، شارلوت گری، نزدیک‌تر به ماه، ساعت، استثنا، موسی، تهاجم: زمین و سریال ۱۸۹۹  اشاره کرد.